# 사토 요시노리 (1954년)
사토 요시노리(일본어: 佐藤 義則 さとう よしのり[*], 1954년 9월 11일 ~ )는 일본의 전 프로 야구 선수이자 야구 지도자, 야구 해설가·평론가이다.
2015년부터 후쿠오카 소프트뱅크 호크스 1군 투수 코치를 맡았다가 2018년부터 도호쿠 라쿠텐 골든이글스의 1군 투수 코치를 맡았다가 2019년부터 팀에 2군 투수 코치를 역임했다. 2020년 다시 12년만에 데일리 스포츠의 야구평론가로 돌아왔다.

## 상세 정보

### 출신 학교
- 하코다테유토 고등학교(현재의 하코다테 대학 부속 유토 고등학교)
- 니혼 대학

### 선수 경력
- 한큐 브레이브스·오릭스 브레이브스·오릭스 블루웨이브(1977년 ~ 1998년)

### 지도자 경력
- 오릭스 블루웨이브 2군 투수 코치(1999년 ~ 2000년)
- 한신 타이거스 1군 투수 코치(2002년 ~ 2004년)
- 홋카이도 닛폰햄 파이터스 2군 투수 코치(2005년)
- 홋카이도 닛폰햄 파이터스 1군 투수 코치(2006년 ~ 2007년)
- 도호쿠 라쿠텐 골든이글스 1군 투수 코치(2009년 ~ 2014년, 2018년)
- 후쿠오카 소프트뱅크 호크스 1군 투수 수석 코치(2015년 ~ 2017년)
- 도호쿠 라쿠텐 골든이글스 2군 투수 코치(2019년 ~ 2020년)

### 수상·타이틀 경력

#### 타이틀
- 다승왕 : 1회(1985년)
- 최우수 평균 자책점 : 1회(1986년)
- 최다 탈삼진(당시는 타이틀이 아님): 2회(1984년, 1985년) ※퍼시픽 리그에서는 1989년부터 타이틀로 제정됨

#### 수상
- 신인왕(1977년)
- 월간 MVP : 3회(1985년 6월, 1990년 5월, 1992년 7월)

### 개인 기록

#### 첫 기록
- 첫 등판 : 1977년 5월 11일, 대 크라운라이터 라이온스 전기 7차전(니시쿄고쿠 구장), 3회초 1사에 2번째 투수로서 구원 등판, 4와 2/3이닝 무실점
- 첫 탈삼진 : 상동, 4회초에 모토이 미쓰오로부터
- 첫 선발·첫 승리·첫 완투 승리 : 1977년 5월 21일, 대 닛폰햄 파이터스 전기 8차전(한큐 니시노미야 구장), 9이닝 1실점
- 첫 완봉 승리 : 1977년 9월 4일, 대 롯데 오리온스 후기 9차전(메이지 진구 야구장)
- 첫 세이브 : 1977년 10월 6일, 대 긴테쓰 버펄로스 후기 13차전(오카야마 현 야구장), 9회초 2사에 3번째 투수로서 구원 등판·마무리, 1/3이닝 무실점

#### 기록 달성 경력
- 통산 1000투구 이닝 : 1985년 5월 15일, 대 긴테쓰 버펄로스 6차전(한큐 니시노미야 구장), 5회초 3아웃에 달성
- 통산 1500투구 이닝 : 1987년 8월 27일, 대 긴테쓰 버펄로스 19차전(한큐 니시노미야 구장), 7회초 2아웃에 달성
- 통산 1000탈삼진 : 상동, 8회초에 벤 오길비로부터 ※역대 74번째
- 통산 100승 : 1988년 4월 30일, 대 롯데 오리온스 4차전(한큐 니시노미야 구장), 9이닝 4실점(2자책점) 완투 승리 ※역대 95번째
- 통산 2000투구 이닝 : 1991년 4월 28일, 대 긴테쓰 버펄로스 4차전(후지이데라 구장), 2회초 2아웃에 달성 ※역대 69번째
- 통산 1500탈삼진 : 1993년 7월 9일, 대 후쿠오카 다이에 호크스 14차전(그린 스타디움 고베), 5회초에 하마나 지히로로부터 ※역대 35번째
- 통산 150승 : 1994년 4월 19일, 대 지바 롯데 마린스 1차전(그린 스타디움 고베), 9이닝 완봉 승리 ※역대 39번째
- 통산 2500투구 이닝 : 1995년 8월 15일, 대 지바 롯데 마린스 17차전(그린 스타디움 고베), 3회초 1아웃에 달성 ※역대 39번째
- 통산 500경기 등판 : 1998년 9월 26일, 대 후쿠오카 다이에 호크스 26차전(그린 스타디움 고베), 9회초 2사에 2번째 투수로서 구원 등판·마무리 ※역대 69번째

#### 기타
- 노히트 노런 : 1995년 8월 26일, 대 긴테쓰 버펄로스 19차전(후지이데라 구장) ※역대 61번째
- 올스타전 출장 : 7회(1978년, 1984년, 1985년, 1988년, 1989년, 1993년, 1994년)

### 등번호
- 11(1977년 ~ 1998년)
- 75(1999년 ~ 2000년, 2002년 ~ 2004년)
- 81(2005년 ~ 2007년)
- 71(2009년 ~ 2014년)
- 70(2015년 ~ 2017년)
- 71(2016년 ~ 2019년)

### 연도별 투수 성적
| 연 도       | 소 속       | 등 판 | 선 발 | 완 투 | 완 봉 | 무 4 구 | 승 리 | 패 전 | 세 이 브 | 홀 드 | 승 률 | 타 자 | 이 닝  | 피 안 타 | 피 홈 런 | 볼 넷 | 고 4 | 몸 맞 | 탈 삼 진 | 폭 투 | 보 크 | 실 점 | 자 책 점 | 평 자 책 | W H I P |
| ----------- | ----------- | ----- | ----- | ----- | ----- | ------- | ----- | ----- | -------- | ----- | ----- | ----- | ------ | -------- | -------- | ----- | ---- | ----- | -------- | ----- | ----- | ----- | -------- | -------- | ------- |
| 1977년      | 한큐 오릭스 | 20    | 13    | 5     | 1     | 0       | 7     | 3     | 1        | --    | .700  | 474   | 109.2  | 104      | 11       | 50    | 2    | 5     | 75       | 4     | 0     | 48    | 47       | 3.86     | 1.40    |
| 1978년      | 한큐 오릭스 | 33    | 26    | 12    | 3     | 1       | 13    | 8     | 1        | --    | .619  | 814   | 194.0  | 176      | 22       | 73    | 1    | 6     | 114      | 3     | 0     | 88    | 78       | 3.62     | 1.28    |
| 1979년      | 한큐 오릭스 | 26    | 17    | 11    | 1     | 0       | 10    | 6     | 2        | --    | .625  | 696   | 155.1  | 177      | 22       | 65    | 1    | 4     | 92       | 1     | 0     | 85    | 74       | 4.29     | 1.56    |
| 1980년      | 한큐 오릭스 | 30    | 18    | 4     | 0     | 0       | 4     | 13    | 0        | --    | .235  | 615   | 135.2  | 135      | 30       | 81    | 0    | 4     | 93       | 2     | 1     | 98    | 88       | 5.84     | 1.59    |
| 1982년      | 한큐 오릭스 | 39    | 0     | 0     | 0     | 0       | 4     | 2     | 13       | --    | .667  | 351   | 82.2   | 68       | 7        | 47    | 2    | 1     | 64       | 6     | 0     | 24    | 23       | 2.50     | 1.39    |
| 1983년      | 한큐 오릭스 | 33    | 1     | 0     | 0     | 0       | 1     | 8     | 16       | --    | .111  | 240   | 54.2   | 48       | 8        | 28    | 2    | 2     | 52       | 0     | 0     | 29    | 25       | 4.12     | 1.39    |
| 1984년      | 한큐 오릭스 | 33    | 28    | 17    | 4     | 0       | 17    | 6     | 1        | --    | .739  | 886   | 210.1  | 177      | 19       | 106   | 2    | 6     | 136      | 2     | 0     | 85    | 82       | 3.51     | 1.35    |
| 1985년      | 한큐 오릭스 | 35    | 34    | 23    | 2     | 3       | 21    | 11    | 0        | --    | .656  | 1146  | 260.1  | 279      | 29       | 105   | 3    | 7     | 188      | 7     | 0     | 136   | 124      | 4.29     | 1.48    |
| 1986년      | 한큐 오릭스 | 21    | 20    | 13    | 4     | 4       | 14    | 6     | 0        | --    | .700  | 648   | 162.0  | 144      | 19       | 34    | 3    | 4     | 105      | 6     | 0     | 53    | 51       | 2.83     | 1.10    |
| 1987년      | 한큐 오릭스 | 27    | 20    | 9     | 1     | 0       | 7     | 8     | 3        | --    | .467  | 634   | 147.1  | 164      | 19       | 47    | 3    | 5     | 90       | 7     | 1     | 79    | 77       | 4.70     | 1.43    |
| 1988년      | 한큐 오릭스 | 25    | 25    | 14    | 5     | 1       | 13    | 10    | 0        | --    | .565  | 820   | 195.2  | 176      | 22       | 70    | 4    | 10    | 112      | 4     | 0     | 76    | 70       | 3.22     | 1.26    |
| 1989년      | 한큐 오릭스 | 28    | 25    | 7     | 1     | 0       | 9     | 13    | 0        | --    | .409  | 749   | 165.2  | 195      | 21       | 71    | 4    | 2     | 105      | 1     | 0     | 106   | 92       | 5.00     | 1.61    |
| 1990년      | 한큐 오릭스 | 17    | 17    | 7     | 0     | 0       | 7     | 7     | 0        | --    | .500  | 473   | 108.2  | 111      | 18       | 41    | 1    | 2     | 83       | 7     | 1     | 63    | 58       | 4.80     | 1.40    |
| 1991년      | 한큐 오릭스 | 28    | 7     | 1     | 0     | 0       | 3     | 8     | 8        | --    | .273  | 326   | 70.1   | 83       | 4        | 32    | 1    | 3     | 62       | 5     | 0     | 33    | 33       | 4.22     | 1.64    |
| 1992년      | 한큐 오릭스 | 21    | 13    | 5     | 1     | 1       | 9     | 5     | 3        | --    | .643  | 472   | 115.0  | 100      | 17       | 35    | 0    | 4     | 86       | 3     | 0     | 44    | 41       | 3.21     | 1.17    |
| 1993년      | 한큐 오릭스 | 21    | 21    | 6     | 2     | 0       | 9     | 8     | 0        | --    | .529  | 597   | 142.0  | 123      | 10       | 55    | 0    | 2     | 99       | 3     | 0     | 62    | 56       | 3.55     | 1.25    |
| 1994년      | 한큐 오릭스 | 20    | 19    | 5     | 1     | 0       | 8     | 8     | 0        | --    | .500  | 552   | 130.1  | 126      | 14       | 42    | 2    | 2     | 93       | 5     | 0     | 54    | 51       | 3.52     | 1.29    |
| 1995년      | 한큐 오릭스 | 16    | 15    | 2     | 1     | 0       | 4     | 2     | 0        | --    | .667  | 365   | 86.1   | 82       | 7        | 29    | 0    | 4     | 57       | 2     | 0     | 39    | 37       | 3.86     | 1.29    |
| 1996년      | 한큐 오릭스 | 10    | 6     | 0     | 0     | 0       | 1     | 2     | 0        | --    | .333  | 151   | 30.2   | 39       | 3        | 21    | 0    | 2     | 21       | 4     | 0     | 21    | 19       | 5.58     | 1.96    |
| 1997년      | 한큐 오릭스 | 10    | 9     | 0     | 0     | 0       | 4     | 3     | 0        | --    | .571  | 197   | 43.1   | 50       | 5        | 22    | 1    | 0     | 22       | 1     | 0     | 23    | 21       | 4.36     | 1.66    |
| 1998년      | 한큐 오릭스 | 8     | 1     | 0     | 0     | 0       | 0     | 0     | 0        | --    | ----  | 38    | 8.2    | 11       | 1        | 1     | 0    | 0     | 6        | 0     | 0     | 5     | 5        | 5.19     | 1.38    |
| 통산 : 21년 | 통산 : 21년 | 501   | 335   | 141   | 27    | 10      | 165   | 137   | 48       | --    | .546  | 11244 | 2608.2 | 2568     | 308      | 1055  | 32   | 75    | 1755     | 73    | 3     | 1251  | 1152     | 3.97     | 1.39    |

- 굵은 글씨는 시즌 최고 성적.
- 1981년은 1군 출장 없음.
- 한큐(한큐 브레이브스)는 1989년에 오릭스(오릭스 브레이브스)로 구단명을 변경

### 감독으로서의 팀 성적
- 23경기 9승 0무 14패 승률 .391(2014년, 라쿠텐의 호시노 센이치 감독 결장에 의한 감독 대행을 맡음)